# Bruno Jasieński
Bruno Jasieński (pronunciación polaca: [brunɔ jaɕeɲsk ʲ i], nacido Wiktor Zysman, Klimontów, Polonia del Congreso, 17 de julio 1901-prisión de Butirka, Moscú, 17 de septiembre de 1938) fue un poeta y líder del movimiento futurista polaco, ejecutado en el campo de fusilamiento de Communarka durante la operación polaca de la NKVD en la Unión Soviética.

## Origen familiar
Por línea paterna procedía de la familia Zysmans, familia polaca con raíces judías y alemanas. Su padre, Jakub Zysmans, era un médico, entregado a la labor social, y miembro de la intelligentsia local, quien se convirtió al protestantismo, para poder casarse con una chica católica, María Eufemia Modzelewska, de la nobleza polaca, miembro de la familia Modzelewski del escudo de armas Bończa, con quien tuvo tres hijos: Wiktor (seudónimo Bruno Jasieński), Jerzy e Irena. En la actualidad una de las calles de Klimontów lleva su nombre.

## Juventud
Poco se sabe de la juventud Jasieński, sobre todo porque no describió al respecto en sus obras. Asistió a la escuela secundaria en Varsovia, pero terminó sus estudios. En 1914 su familia se trasladó a Rusia, donde Bruno se graduó en la escuela secundaria en Moscú. Allí, su fascinación por el ego-futurismo de Ígor Severyanin comenzó, seguido por conferencias de Velimir Jlébnikov, Vladímir Mayakovski y poemas visuales de Alekséi Kruchónyj. En 1918, después de que Polonia recuperara su independencia, Bruno volvió a Cracovia, donde solicitó un puesto en la facultad de filosofía de la Universidad Jagellónica. Sin embargo, suspendió sus estudios para unirse a la unidad de voluntarios del ejército polaco y participó en el desarme de los soldados austríacos y alemanes. Después de la guerra polaco-soviética (febrero 1919-marzo 1921), regresó a la universidad y estudió en varias facultades (incluyendo filosofía, derecho y literatura polaca). También se convirtió en uno de los fundadores de un club de futuristas llamado Katarynka (zanfona).

## Vida literaria
En 1921 Jasieński publicó una de sus primeras obras futuristas, Nuz w bżuchu (Cuchillo en el abdomen, con la ortografía intencionalmente incorrecta en el título) y, junto con Stanisław Mlodozeniec se dio a conocer como uno de los fundadores del movimiento futurista polaco. El mismo año publicó una serie obras, incluyendo manifiestos, octavillas, carteles y todo tipo de arte contemporáneo, anteriormente desconocido en Polonia. Además, un volumen de poemas titulado But w butonierce (Zapato en un ojal), publicado en Varsovia.

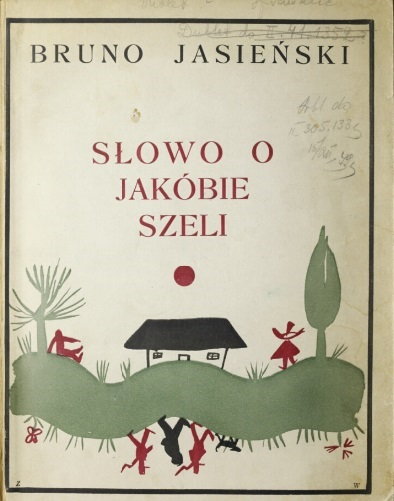
Słowo o Jakubie Szeli. París, 1926

Ese mismo año ganó mucha fama como un enfant terrible de la literatura polaca y fue bien recibido por la crítica en muchas ciudades de Polonia, incluyendo Varsovia y Lwów, donde conoció a otros escritores notables de la época. Entre los cuales se encontraban Marian Hemar, Tytus Czyżewski, Aleksander Wat y Anatol Stern. También colaboró con varios periódicos, incluyendo el izquierdista Trybuna Robotnicza, Nowa Kultura y Zwrotnica. En 1922 otra de sus obras se publicó Pieśń o głodzie (Canción del Hambre), seguido de 1924 Ziemia na Lewo (La Tierra a la izquierda). En 1923 se casó con Klara Arem, hija de un comerciante notable de Lwów.
Se mudaron a Francia, donde se establecieron en París en Poissonnière Passage. La pareja vivió una vida humilde, como periodistas y corresponsales de varios periódicos polacos. Aunque Bruno Jasieński no buscaba contactos con la Polonia local, junto con Zygmunt Modzelewski formó un teatro de arte para aficionado para el trabajador polaco diáspora viviendo en Saint Denis. También escribió numerosos poemas, ensayos y libros, muchos de los cuales eran bastante radicales. En 1928 se serializa la obra que estableció su reputación, Palę Paryż (Yo quemo París), una novela futurista que representa el colapso y la decadencia de la ciudad y tensiones sociales en las sociedades capitalistas en general, en el diario izquierdista L'Humanité en una versión francesa, Je brûle Paris, que fue rápidamente traducido al ruso. Al año siguiente (1929) el texto polaco original fue publicado en Varsovia. La novela también fue una respuesta humorística a panfleto de Paul Morand I Burn Moscú publicado con anterioridad. La novela de Jasieński fue muy famosa en Francia, pero también se convirtió en la principal razón por la cual fue deportado del país. No se le admitió en Bélgica ni en Luxemburgo, se quedó en Fráncfort del Meno por un tiempo y - cuando la orden de extradición se había retirado - volvió a Francia solo para ser expulsado una vez más por la agitación comunista.

## Migración a la URSS
En 1929, Jasieński trasladó a la URSS y se estableció en Leningrado, donde aceptó la ciudadanía soviética, y fue rápidamente promovido por las autoridades. [1] La primera edición rusa de I Burn Paris (traducido de l'Humanité) fue emitida en 130.000 ejemplares. [2] El mismo año nació su hijo Bruno y se convirtió en el redactor jefe de Kultura mass (cultura de masas), una publicación mensual en polaco y en periodista de la Tribuna Soviética. Al año siguiente se divorció de Klara, supuestamente a causa de numerosos escándalos en los cuales esta estuvo involucrada. Poco después se casó con Anna Berzin, con quien tuvo una hija.
En 1932, fue transferido desde la división polaca del Partido Comunista Francés al PCUS (bolcheviques) y pronto se convirtió en un destacado miembro de esa organización. Emigró a Moscú. Durante ese período desempeñó diversos cargos en los sindicatos sectoriales de los escritores comunistas. También se le concedió la ciudadanía honoraria de Tayikistán. A mediados de la década de 1930 se convirtió en un firme defensor de las purgas políticas de Guénrij Yagoda dentro de la comunidad de escritores. Jasieński se menciona a menudo como el iniciador de la persecución de Isaak Bábel. Sin embargo, en 1937 la situación cambió, Yagoda fue arrestado y Jasieński perdió a un poderoso aliado. Poco después, la exesposa de Jasieński, Klara, que había tenido una aventura con Yagoda, también fue detenida, condenada a muerte y ejecutada. Jasieński fue expulsado del partido, y poco después él también se vio envuelto en las purgas. Condenado a 15 años de trabajos forzados, fue ejecutado el 17 de septiembre de 1938 en la prisión de Butyrka de Moscú. Fue rehabilitado en 1955.
Su segunda esposa Anna Jasieński fue arrestada en 1939 y enviada al Gulag soviético donde sobrevivió sorprendentemente por 17 años. Su hijo fue enviado a un orfanato para ser educado como ruso sin conocimiento de su propio pasado. Se escapó del orfanato durante la Segunda Guerra Mundial. Después de la guerra, fue acusado de participar en algunas actividades consideradas criminales por el sistema estalinista, pero con el tiempo, también descubrió sus verdaderos orígenes y adoptó su nombre real. Se convirtió en miembro de varias organizaciones disidentes opuestas al comunismo. Fue asesinado en la década de 1970. [3]
Bruno Jasieński sigue siendo uno de los futuristas polacos más notables y, como tal, sigue siendo aclamado por los miembros de los diversos grupos de arte modernistas como un ejemplo a seguir. El festival futurista de Brunonalia celebrado en Klimontów, Polonia, lleva su nombre.